# Nicholas Okoh
Nicholas Dikeriehi Orogodo Okoh (*Owa-Alero, Delta State, 10 november 1952) is een geestelijke van de anglicaanse Kerk van Nigeria. Van 2010 tot 2020 was hij als opvolger van Peter Akinola aartsbisschop en Primaat van Heel Nigeria.

## Biografie
Hij studeerde aan het seminarie in Ibadan (1976-1979) en aan de Universiteit van Ibadan (1979-1982, 1984-1985). Hij haalde er een bachelor of arts (1982) en een master of arts (1985). In 1979 werd hij tot diaken gewijd en in 1980 volgde zijn wijding tot priester. In 1989 werd hij kanunnik en in 1991 aartsdeken. In 2001 werd hij geconsacreerd tot bisschop van Asaba en op 22 juli 2005 werd hij aartsbisschop van de Kerkelijke Provincie Bendel.
Op 15 september 2009 werd Okoh gekozen tot Primaat van Heel Nigeria en op 25 maart 2010 als zodanig geïnstalleerd. Evenals zijn voorganger behoort Okoh tot de conservatieve evangelische stroming binnen het anglicanisme. Naast zijn primaatschap van de Kerk van Nigeria stond aan het hoofd van de internationale beweging van conservatieve anglicanen, GAFCON.
In 2020 werd hij als hoofd van de anglicaanse Kerk van Nigeria opgevolgd door Henry Ndukuba.